# Братья Кип
«Братья Кип» (фр. Les Frères Kip) — приключенческий роман французского писателя Жюля Верна, входящий в цикл «Необыкновенные путешествия». Написан в 1898 году, опубликован в 1902 году.

## Публикация
Книга была написана за три месяца, в 1898 году, но небольшие исправления вносились до октября 1901 года. Издателю рукопись была отправлена 26 октября 1901 года. Первая публикация романа состоялась  в журнале Этцеля «Magasin d’Éducation et de Récréation» с 1 января по 15 декабря 1902 года. Впервые отдельной книгой  роман первоначально был выпущен в двух томах, первый – 21 июля, и второй – 10 ноября 1902 года. Оба они были проиллюстрированы Жоржем Ру. 20 ноября 1902 года вышло большое иллюстрированное издание романа (41 иллюстрация Жоржа Ру, некоторые из них цветные); это был тридцать восьмой «сдвоенный» том «Необыкновенных путешествий». В этом же году роман был опубликован на русском языке в журнале «Вокруг света».

## Сюжет
Каботажное судно мистера Хоукинса «Джеймс Кук», совершающее плавания вдоль берегов Новой Зеландии, Австралии и островов Океании, рискует оказаться под началом низкого человека, боцмана Флига Балта и его сообщников, и стать пиратским судном. Во время очередного рейса капитан Гиббсон подбирает потерпевших кораблекрушение братьев Кип. Вскоре на одном из островов Океании происходит убийство капитана, полное загадочных обстоятельств, после чего на борту судна происходит неудачная попытка его захвата. Прибыв в Хобарт, мятежники попадают под суд морского трибунала, однако из обвиняемых они превращаются в обвинителей, причём обвинителей братьев Кип, которые якобы  совершили убийство капитана Гиббсона.

## Жанровые особенности
По мнению современного исследователя, «книга начинается как модный в те времена пиратский роман», а затем морской сюжет «осложняется криминальной интригой, впрочем, для читателя весьма прозрачной» .